# 銅山川 (四国)

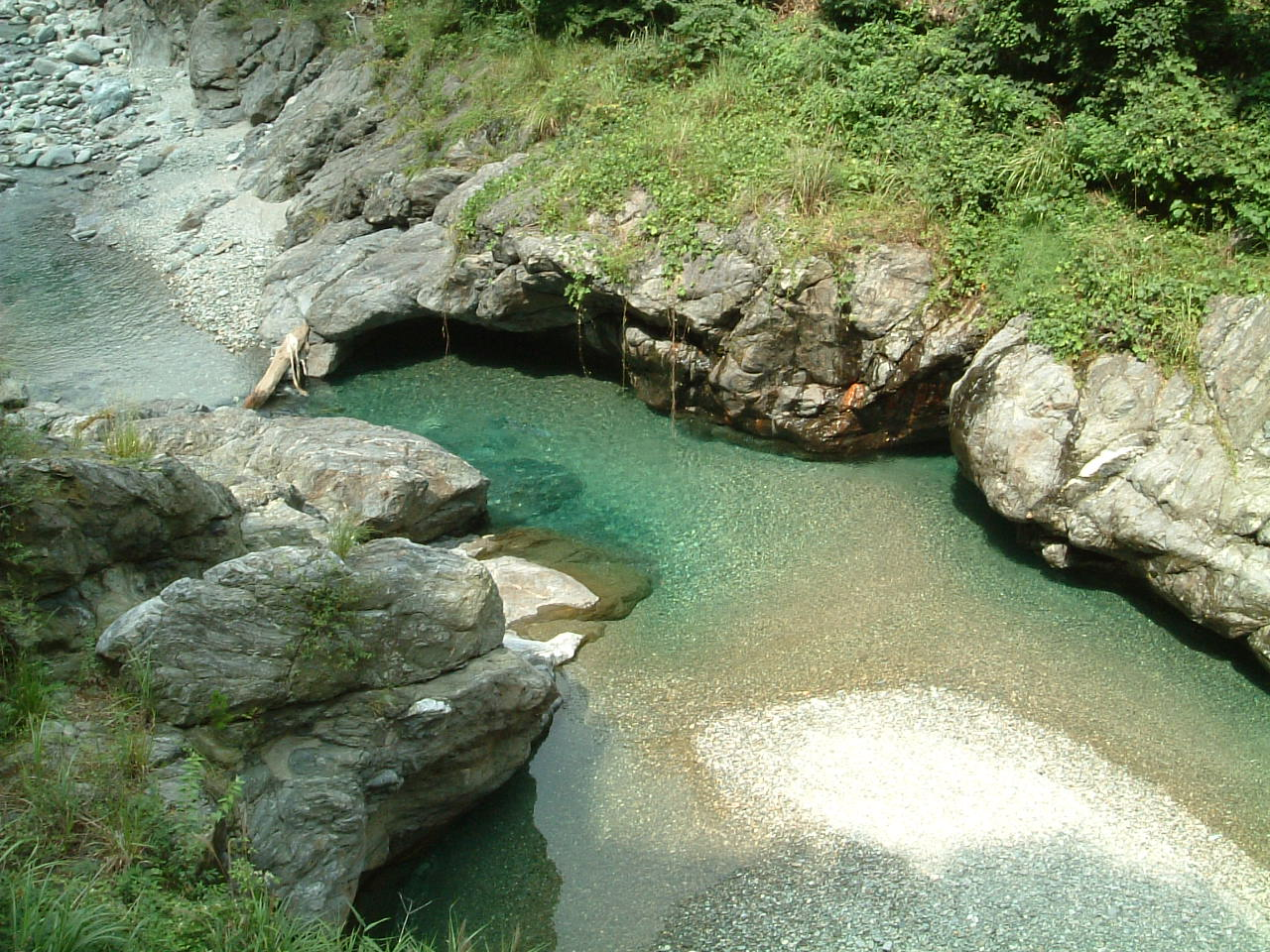
明るく美しい水底

銅山川（どうざんがわ）は、吉野川最長の支流であり、吉野川水系の一級河川である。
愛媛県と徳島県を流れる。名称は、別子銅山（現在は閉山）を流れていることに由来する。古くは砂金が採れたことから金砂川と呼んだ。
愛媛県から徳島県へ流れる川であるため、徳島県内では伊予川（いよがわ）の異名を持つ。

## 概要
愛媛県新居浜市別子山の冠山に源を発し、愛媛県四国中央市富郷町・金砂町・新宮町を経て、川口地区（徳島県三好市山城町大川持および山城町引地・山城町末貞）で吉野川に合流する。延長55km、流域面積280km²。
流域の地質は三波川変成帯であり、結晶片岩の川底は明るい緑色を呈する。

## 主な支流
- 黒川谷川
- 柴川谷川
- 天日川
- 中乃川
- 上小川
- 猿田川
- 豊受川
- 中尾谷川
- 戸ノ谷川
- 芋野谷川
- 肉淵谷川
- 中薮谷川
- 保土野谷川
- 夏切谷川
- 大野谷川
- 日浦谷川
- 小足谷川
- 馬立川

## 利水施設
銅山川の流路延長はそれほど長くはないが、流域は夏季に多雨であるため、富郷ダム、柳瀬ダム、新宮ダムからの分水は、雨量が少ない四国中央市北部の製紙工業用水や農業用水として欠かせないものになっている。一方で、新宮ダムの下流となる山城町では水流が少なく、水無し川の様相を呈しており、水質汚染が進んでいるが、山城町内にある四国電力の政友ダムの水利権の更新とともに夏季及び冬季の間一定量の水量を常時放流されるようになった。また、随時河川の水質汚濁を解消するため、新宮ダムと政友ダムの間に調整堰（フラッシュダム）が建設された。
- 別子ダム（愛媛県新居浜市別子山）
- 富郷ダム（愛媛県四国中央市富郷町津根山、法皇湖）
- 柳瀬ダム（愛媛県四国中央市金砂町小川山、金砂湖）
- 新宮ダム（愛媛県四国中央市新宮町馬立）
- 政友ダム（徳島県三好市山城町政友/三好市山城町黒川）

## 歴史
- 明治から昭和にかけて愛媛県と徳島県が水利権で対立し、「西の銅山川、東の多摩川」と言われた時代があった。最終的には愛媛県が吉野川上流域の早明浦ダムの建設費用を一部肩代わりすることで決着した。
- 1900年（明治33年）には、洪水により別子銅山の鉱毒が銅山川に流れ込む銅山川鉱毒事件があり、流域に多大な被害が及んだ。

## 並行する交通

### 道路
- 国道319号
- 愛媛県道6号高知伊予三島線

## 参考
- 水質試験結果 柳瀬ダム採水（平成21年4月）